# Vodianske
 (août 2025).
Vodianske (en ukrainien : Водянське, en russe : Водянское, Vodianskoïe) est une commune de type urbain située à l'est de l'Ukraine dans le Donbass et l'oblast de Donetsk, et dépendant du raïon de Pokrovsk. Elle était peuplée en 2019 de 1451 habitants.

## Géographie
La commune se situe sur les bords de la rivière Koulitchka, petit affluent de la rivière Vodiana, dans le bassin versant de la rivière Byk, qui fait partie du système hydrologique de la rive gauche du fleuve Dniepr. Elle se trouve à 14 km au nord de la ville de Pokrovsk, et à 67 kilomètres au nord-ouest de la ville de Donetsk.